# Édith Habersaat
Edith Habersaat (née le 21 septembre 1941 à Genève) est une professeure dans l'enseignement secondaire, critique littéraire, auteure et romancière suisse. Elle vit à Bellevue, dans le canton de Genève,.

## Biographie
Avec une maturité latine, elle effectue ses études à l'université de Genève, où elle obtient sa licence en Lettres. Par la suite, elle fait un brevet d'études pédagogiques afin de devenir enseignante en secondaire,. Elle est mariée à un professeur genevois, tous deux parents de deux enfants. 
Edith Habersaat est l'auteure de plus d'une vingtaine d'œuvres, dont essentiellement des nouvelles, mais aussi de romans, d'essais, d'anthologies et de pièces de théâtre. Elle fait également une collaboration avec la radio Radio suisse romande (RSR), en adaptant son œuvre Le Bal démasqué en 1982.

## Œuvres

### Nouvelles
- 1979 : In Nomine Patris, Éditions L'Âge d'Homme, Lausanne
- 1980 : L'Âge de feu, Éditions L'Âge d'Homme, Lausanne
- 1981 : Le Mur du son, Éditions L'Âge d'Homme, Lausanne
- 1984 : En spirales, Éditions L'Âge d'Homme, Lausanne
- 1986 : Turbulences, Éditions L'Âge d'Homme, Lausanne
- 1988 : Des plis dans l'aube, Éditions de La Thièle, Yverdon
- 1989 : Non lieu, Éditions de La Thièle, Yverdon
- 1992 : Au pays des enfants nus, Éditions L'Harmattan, Paris
- 1993 : Les Oiseaux de la nuit, Éditions L'Harmattan, Paris
- 1994 : Nân en miroir, Éditions L'Harmattan, Paris
- 1995 : Un mur dans les étoiles, Éditions L'Harmattan, Paris
- 1997 : Jimbaran la nuit, Éditions L'Harmattan, Paris
- 1998 : La Femme dévisagée, Éditions L'Harmattan, Paris
- 1999 : Les Chevaux du crépuscule, Éditions L'Harmattan, Paris
- 2000 : La Rive d'en face, Éditions L'Harmattan, Paris
- 2001 : Boulevard des invalides, Éditions L'Harmattan, Paris
- 2002 : Les Cendres d'un été, Éditions L'Harmattan, Paris
- 2003 : Les Enfants de la brume, Éditions L'Harmattan, Paris
- 2004 : L'Ombre fauve, Éditions L'Harmattan, Paris
- 2006 : La Main de l'ange, Éditions L'Harmattan, Paris
- 2007 : Gérontocide, Éditions L'Harmattan, Paris
- 2015 : Les Silences du Marais, Editions Slatkine, Genève
- 2017 : À fleur de reflets, Éditions Slatkine, Genève
- 2018 : Le Sphinx du laurier rose, Éditions Slatkine, Genève

### Anthologies
- 2004 : Des nouvelles du hasard, Collectif d'auteurs du Canada et de Suisse, Éditions du Vermillion, Ottawa
- 2007 : Le Tunnel, Éditions du Vermillion, Ottawa

### Proses
- 1982 : Le Bal démasqué, Éditions L'Âge d'Homme, Lausanne
- 2006 : L'Envers de la vague, Éditions L'Harmattan, Paris

### Autres
- 1983 : Jean Vuilleumier, essai (monographie), Éditions Universitaires de Fribourg (Fribourg, Suisse)
- 1985 : L'Écrivain et L'espace, collaboration, Éditions de l'Hexagone (Montréal, Québec, Canada)
- 1987 : Yvette Z'Graggen, essai (monographie), Éditions Universitaires de Fribourg (Fribourg, Suisse)
- 1988 : Des plis dans l'Aube, adaptation scénique pour le Rassemblement Culturel Romand
- 1990 : L'Arbre rouge, adaptation scénique théâtrale, jouée au Théâtre de Valère à Sion
- 1996 : La Cellule des ombres ou la pétition, théâtre, Éditions L'Harmattan (Paris, France)

## Distinctions
- Prix offert par la ville de Genève pour L'Âge de Feu, en 1981[réf. nécessaire]
- Prix Alpes-jura pour Des Plis dans l'Aube, en 1989[réf. nécessaire]
- Prix de la Nouvelle pour L'Arbre Rouge, en 1990[réf. nécessaire]